# T.Live
T.Live – dwupłytowy koncertowy album grupy T.Love wydany w 2003 roku. Materiał zarejestrowano podczas koncertu w warszawskiej Stodole 14 listopada 2002 roku. Studyjnie nagrano ostatnie trzy utwory, które wykorzystano do promocji albumu. Gościnnie na tym koncercie wystąpił m.in. Grabaż i Aga Morawska.
Nagrania dotarły do 16. miejsca listy OLiS.

## Lista utworów

### CD 1
1. „T.Love, T.Love” – 3:52
2. „To nie jest miłość” – 3:05
3. „Gloria” – 4:28
4. „Banalny” – 3:29
5. „Ajrisz” – 3:16
6. „Berlin - Paryż - Londyn” – 3:09
7. „Potrzebuję wczoraj” – 3:15 (wg www.t-love.pl utwór „Zabijanka” jest na płycie 7., a „Potrzebuję wczoraj” 8.)
8. „Zabijanka” – 2:00
9. „Softkariera” – 5:15
10. „1996” – 4:23
11. „Stokrotka” – 4:43
12. „Ambicja” – 7:57

### CD 2
1. „Jest super” – 4:00
2. „Dzikość serca” – 4:31
3. „Warszawa” – 4:33
4. „She Loves Dostoyevsky” – 4:44
5. „Jazda” – 4:39
6. „Outsider” – 3:55
7. „Bóg” – 3:48
8. „I Love You” – 5:04
9. „Nie, nie, nie” – 4:07
10. „Pozytyw” – 4:23
11. „Europolska” – 4:38
12. „Polish Boyfriend” – 5:23

## Skład
- Muniek Staszczyk – śpiew
- Jacek Perkowski – gitara elektryczna
- Maciej Majchrzak – gitara elektryczna, instrumenty klawiszowe
- Paweł Nazimek – gitara basowa
- Jarosław Polak – perkusja

oraz gościnnie:
- Robert Brylewski
- Tomasz Świtalski
- Jan Benedek
- Aga Morawska
- Krzysztof „Grabaż” Grabowski
- Tomasz Pierzchalski
- Andrzej Zeńczewski
- Janusz Knorowski